# Eutíquio (exarca)
Eutíquio (em grego: Ευτύχιος; romaniz.: Eutychius;) foi um eunuco bizantino que manteve o ofício exarca de Ravena (ca. 727-751) sendo, portanto, o último titular do mesmo. Foi apossado quando a Itália bizantina havia se rebelado perante a imposição imperial da iconoclastia. Teve momentos turbulentos com os lombardos, um dos quais Ravena acabou capturada, e viu em seu mandato a transferência da autoridade de suas mãos para as mãos do papa.

## Biografia

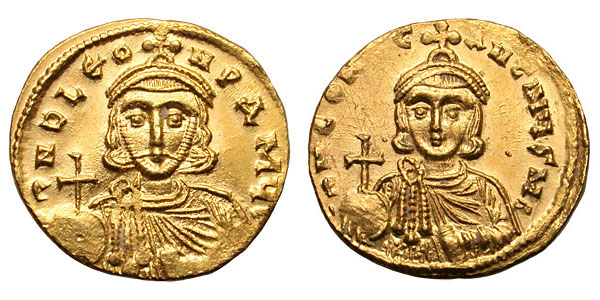
Soldo de r. e seu filho e sucessor r.

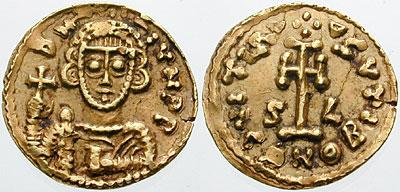
Tremisse de Liuprando r.

O Exarcado de Ravena tinha se rebelado em 727 com a imposição da iconoclastia; exarca Paulo perdeu sua vida tentando reprimir a revolta. Em resposta, o imperador Leão III, o Isauro (r. 717–741) enviou o eunuco patrício Eutíquio para tomar controle da situação. Em certas fontes históricas, Eutíquio é mencionado como tendo servido como exarca já em 710/711-713, entre o mandato de João III Rizócopo e Escolástico, havendo, contudo, uma interpolação moderna baseada em uma leitura errônea do Liber pontificalis. Em 727, Eutíquio aportou no Ducado de Nápoles, uma vez que as demais regiões bizantinas estavam em revolta e, por conseguinte, foi impedido de aportar em Roma. Lá, convocou os cidadãos leais para assassinar o papa Gregório II, porém, sua missão fracassou. Depois disso, Eutíquio voltou sua atenção para os lombardos, oferecendo ao rei Liuprando (r. 712–744), que estava em campanha contra os ducados de Benevento e Espoleto, uma aliança em troca de seu auxílio contra os duques lombardos. Quando eles chegaram em Roma, possivelmente em 729, o papa Gregório II conseguiu convencer Liuprando a partir para o norte, mas não antes de reconciliá-lo com Eutíquio. Quando uma revolta na Etrúria romana eclodiu em 729/730, o papa viu uma oportunidade de mostrar que manteve-se leal ao ideal imperial. Um homem chamado Tibério Petásio havia se proclamado imperador em Tuscia, e Gregório II pediu que o exército romano ajudasse o exarca a acabar com a rebelião.
Em 730, o imperador Leão III, o Isauro emitiu novos decretos iconoclastas. O novo papa, Gregório III (731–741), manteve-se irredutível quanto a aceitação da posição iconoclasta, e chegou a convocar um concílio em Roma em dezembro de 731, no qual reafirmou sua posição. Outrossim, apesar de Gregório III manter-se um opositor da iconoclastia e condenar a perseguição imperial no Oriente, cooperou com Eutíquio em sua tentativa de preservar a autoridade imperial na Itália. Neste acordo, o exarca concedeu ao papa jurisdição sob todo o Ducado de Roma, enquanto manteria sua autoridade sob o Exarcado de Ravena e o Ducado da Pentápole. Além disso, em troca da proteção política e moral do papado, o exarca parece não ter feito nenhuma tentativa de impor os decretos iconoclastas e mesmo enviou ao papa um presente de colunas de ônix para São Pedro. Ademais, outro objetivo desta aliança foi a prevenção da expansão lombarda sob os territórios imperiais através do apoio à resistência dos duques lombardos do sul e por ações militares diretas lideradas pelo exarca. Como resultado, o rei Liuprando adotou uma postura mais hostil contra o exarcado, de modo que repetidas incursões foram levadas a cabo, inclusive contra Ravena. As forças lombardas, em data incerta nos anos 730, capturaram Ravena e forçaram Eutíquio a refugiar-se em Veneza. Possivelmente após uma fracassada expedição imperial para reaver a cidade, Gregório III escreveu para o duque da Venécia e o patriarca de Grado solicitando a ajuda deles para restaurar Ravena ao império. Em resposta, uma frota veneziana foi enviada para libertar a cidade.

Domínios lombardos, após as conquistas de Astolfo r., ca. 751

Logo após a ascensão do papa Zacarias em 741, Liuprando planejou campanha contra o Ducado de Espoleto, que o havia desafiado. Zacarias, contudo, marchou para norte, em direção a capital lombarda de Pávia, e convenceu Liuprando a abortar a expedição e restaurar alguns dos territórios capturados. No entanto, Liuprando viu esta trégua como entre ele e o papa apenas; nas palavras de Jeffrey Richards, "ele ainda considerou o exarca como um jogo justo". Em 743, Liuprando marchou sobre Ravena, e Eutíquio estava tão pobre em recursos que ele, o arcebispo João V de Ravena e os principais cidadãos pediram a intervenção papal. O papa Zacarias começou uma ofensiva diplomática para dissuadir Liuprando de conquistar Ravena, e em sua jornada para a corte lombarda em Ticino, foi encontrado na igreja de São Cristóvão em Áquila pelo exarca Eutíquio e os cidadãos de Ravena. O papa Zacarias foi bem sucedido em convencer Liuprando a adiar sua campanha e a devolver os distritos rurais em torno de Ravena que ele havia apreendido. Como Richards observa: "A visão do exarca pedindo ao papa para salvá-lo dos lombardos testemunha mais poderosamente do que qualquer outra coisa o enfraquecimento geral do exarcado e a transferência efetiva da autoridade sobre a Itália católica bizantina do governador imperial para o papa".
Vários anos depois, contudo, em 4 de julho de 751, o rei lombardo Astolfo (r. 749–756) capturou Ravena. O exarcado chegou ao fim, e a Itália bizantina foi confinada à Sicília e as regiões falantes do grego, ao sul.